# Microcéphaline
La microcéphaline (MCPH1) est un gène situé sur le chromosome 8 humain et qui est exprimé au cours du développement du cerveau du fœtus. Certaines mutations du gène MCPH1, à l'état homozygote, provoquent une microcéphalie primaire,,, c’est-à-dire un cerveau de taille sévèrement réduite. Pour cette raison, il a été supposé que ce gène et ses variantes avaient un rôle dans le développement du cerveau,. Une association sexo-dépendante a été établie entre les variations normales de la structure du cerveau, telle que mesurée par IRM (par exemple, la surface du cortex et le volume total du cerveau) et des variations génétiques communes au sein du gène MCPH1 et d’un autre gène similaire associé à la microcéphalie CDK5RAP2.

## Structure
Les protéines de la microcéphaline contiennent les trois domaines suivants :
- domaine BRCT N-terminal
- domaine de protéine centrale de la microcéphaline (IPR022047)
- domaine BRCT C-terminal

## Expression dans le cerveau
MCPH1 est exprimé dans le cerveau fœtal, le cerveau antérieur en voie de développement, ainsi que sur les parois des ventricules latéraux. Les cellules de cette région se divisent, produisant des neurones qui migrent pour finalement former le cortex cérébral.

## Controverses sur l'évolution et la taille du cerveau
L'une des formes dérivées de MCPH1 appelé "haplogroupe D" serait apparue il y a environ 37 000 ans (entre il y a 14 000 et 60 000 ans) et se serait répandue pour devenir la forme la plus courante de microcéphaline partout dans le monde sauf, selon les auteurs pilotés par Bruce Lahn, en Afrique subsaharienne. Sa propagation rapide suggère un processus de sélection naturelle fort et récent, incompatible avec la théorie neutraliste de l'évolution. Cependant, les scientifiques n’ont pas identifié les pressions évolutives qui pourraient avoir causé la propagation de ces mutations. En 2007, une étude ultérieure d'association génétique conduite par Mekel-Bobrov et al. et Evans et al. conclut également que le génotype de MCPH1 était sous sélection positive, en raison d'effets favorables sur la taille du cerveau. Ce qui signifie que le gène MCPH1 produit un génotype donnant un avantage sélectif. L'étude est contredite par Timpson et al. qui ne trouvent « aucune association significative avec la taille du cerveau et diverses mesures cognitives ».
Les résultats de ces études ont généré une controverse considérable dans le monde de la science. John Derbyshire, dans un article pour The National Review Online, écrit qu'à la suite de ces résultats « notre rêve chéri d'une méritocratie multiethnique et harmonieuse [...] pourrait se révéler illusoire ». Richard Lewontin considère les deux articles publiés comme « des exemples flagrants d’interprétation abusive des données pour provoquer un écho médiatique ». Bruce Lahn soutient que la science des études est saine et admet volontiers qu’un lien direct entre ces gènes et la cognition ou l'intelligence n'a pas été clairement établi. Lahn s’intéresse depuis à d'autres domaines d'étude,.
L'attribution de cette variante du gène à un héritage néandertalien a été suggérée sur la base de la distribution géographique ainsi affirmée de cet haplogroupe. La distribution contemporaine des formes ancestrales de MCPH1 et ASPM est corrélée avec l'incidence des langues tonales, mais la nature de cette relation est loin d'être claire.
Sur la base de son absence supposée en Afrique, l’haplogroupe D pourrait provenir d'une lignée séparée de l'homme moderne depuis environ 1,1 million d'années. L’haplogroupe aurait ensuite par introgression été intégré dans le génome des humains modernes. Cette hypothèse confirmerait la possibilité de mélange entre l'homme moderne et des lignées d’Homo spp éteints (Species pluralis),,. En particulier les Néandertaliens ont été suggérés comme la source possible de cet haplotype sans être confirmé.
Une étude réalisée en 2016 par Rimol et al. au sein d'un groupe de Norvégiens montre des « associations spécifiques au sexe significatives entre les variantes communes de trois gènes MCPH et les phénotypes cérébraux », avec l’existence d'un lien entre la taille du cerveau et sa structure et les deux gènes de microcéphaline, MCPH1 (augmentation, uniquement chez les femmes) et CDK5RAP2 (diminution, uniquement chez les hommes). L'étude visait, sur la base de travaux précédents de Bruce Lahn, et au vu des échecs des études ayant tenté de faire la preuve d'un effet de la sélection naturelle, à déterminer s'il était possible de faire ressortir cet effet en prenant en compte la composante de sexe. Contrairement aux études précédentes, qui n’avaient étudié qu’un petit nombre d'exons polymorphismes nucléotidiques simples (SNP) et n'avait pas pris en compte de possibles effets spécifiques au sexe, cette étude a utilisé la technologie des puces à ADN pour le génotypage d’une gamme de SNPs associés à l'ensemble des quatre gènes MCPH, y compris en amont et en aval des régions observées, et utilisé des modèles informatiques visant à prédire différents effets génétiques en fonction du sexe, ce qui a conduit à identifier des effets distincts entre les hommes et les femmes.
Une étude datant de 2014 montre qu'il existe une corrélation forte (0,79) entre la fréquence génétique de l'haplogroupe D de la MCPH1 au sein d'un groupe ethnique et le quotient intellectuel moyen mesuré au sein de cette population. L'haplogroupe D du gène MCPH1 semblerait prédire de manière significative les différences de quotient intellectuel entre les différents groupes ethniques.

## Implémentation du gène chez des singes
Une étude publié en 2019 dans la revue National Science Review montrait que des singes transgéniques qui avaient reçu le gène MCPH1 présentaient une meilleure mémoire à court terme et un temps de réaction plus court par rapport aux groupes témoins de singe sauvage.

## Organismes modèles
| caractéristique                                     | phénotype |
| --------------------------------------------------- | --------- |
| viabilité Homozygote                                | Normal    |
| fertilité                                           | Anormal   |
| poids corporel                                      | Normal    |
| anxiété                                             | Normal    |
| évaluation neurologique                             | Anormal   |
| force de préhension                                 | Normal    |
| réponse à la douleur (test de la plaque chauffante) | Normal    |
| dysmorphologie                                      | Normal    |
| calorimétrie indirecte                              | Normal    |
| test de tolérance au glucose                        | Normal    |
| réponse du tronc cérébral                           | Anormal   |
| DXA                                                 | Normal    |
| radiographie                                        | Normal    |
| température corporelle                              | Normal    |
| morphologie des yeux                                | Anormal   |
| chimie clinique                                     | Normal    |
| Hématologie                                         | Normal    |
| Test du micronoyau                                  | Anormal   |
| poids cardiaque                                     | Normal    |
| histopathologie peau                                | Normal    |
| histopathologie cerveau                             | Normal    |
| histopathologie yeux                                | Anormal   |
| infection Salmonella                                | Normal    |
| infection Citrobacter                               | Normal    |
| Tous les tests et analyses de,                      |           |

Le tableau suivant présente le phénotype de souris avec une invalidation génique du gène Mcph1 (Knock-out) :
Les organismes modèles ont été utilisés dans l'étude de la fonction MCPH1. Une lignée de souris knock-out appelée Mcph1tm1a(EUCOMM)Wtsi, a été générée dans le cadre du programme international Knockout Mouse Consortium - un projet de mutagenèse à haut débit capable de générer des animaux modèles pour les scientifiques,,.
Les souris mâles et femelles ont subi un écran phénotypique normalisé pour déterminer les effets de la suppression,. Vingt-quatre essais ont été effectués sur des souris mutantes et six anomalies significatives ont été observées. Les animaux mutants homozygotes étaient infertiles, n'avaient pas de réflexe de pavillon, avaient un degré modéré de perte d’audition, une morphologie anormale de la cornée, de la lentille et des cataractes. Ils affichaient également une instabilité chromosomique dans un test du micronoyau.

## Gènes associés
En plus de MCPH1 les cinq autres gènes associés sont: MCPH2, CDK5RAP2, MCPH4, ASPM and CENPJ.